# コンスタル112N
112Nは、かつてポーランドに存在した鉄道車両メーカーのコンスタル（現：アルストム・コンスタル）が開発した路面電車車両。同社初の超低床電車として1995年に試作車が製造された。

## 概要・運用
1990年代以降、世界各地の鉄道車両メーカーがバリアフリーに適した超低床電車の開発に取り掛かり、多数の形式が世界中の路面電車に導入されるようになった。その中で、ポーランドで長年独占的に路面電車車両の生産を行っていたコンスタルが開発した初の超低床電車が112Nである。
片側のみに運転台を有する2車体連接車で、後方車体の連結面寄り、車内全体の24 %が床上高さ340 mmの低床構造になっている。その他の箇所の床上高さは890 mmで、双方の空間を行き来する際には3段のステップを経る必要がある。主電動機は従来コンスタルが製造していた路面電車と同様に直流電動機が用いられる一方、電機子チョッパ制御（サイリスタ位相制御）に対応した制御装置を搭載する事で電力が回収可能な回生ブレーキの導入を可能としており、消費電力が大幅に抑えられている他、スムーズな加減速が図られている。また、車両デザインや内装、運転台の形状も従来の車両から大きく変更され、集電装置もシングルアーム式パンタグラフが用いられている。
1995年に1両のみ試作され、ポーランドの首都・ワルシャワのワルシャワ市電に導入された。当初の車両番号は2014であったが1997年以降3001に変更され、その後は2度の修繕工事を経て2018年現在も他の超低床電車と共に使用されている。

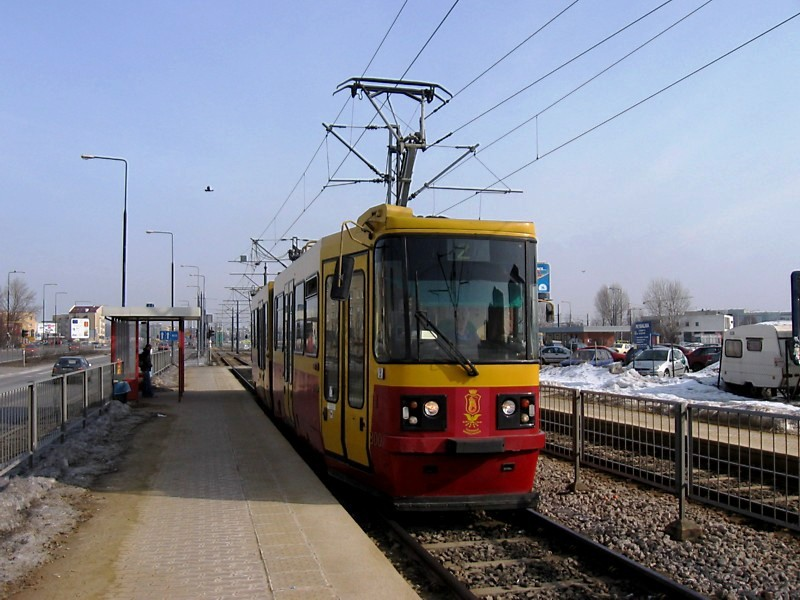
導入初期の塗装の112N

## 関連形式
- その他コンスタル（→アルストム・コンスタル）製の超低床路面電車[3][4]

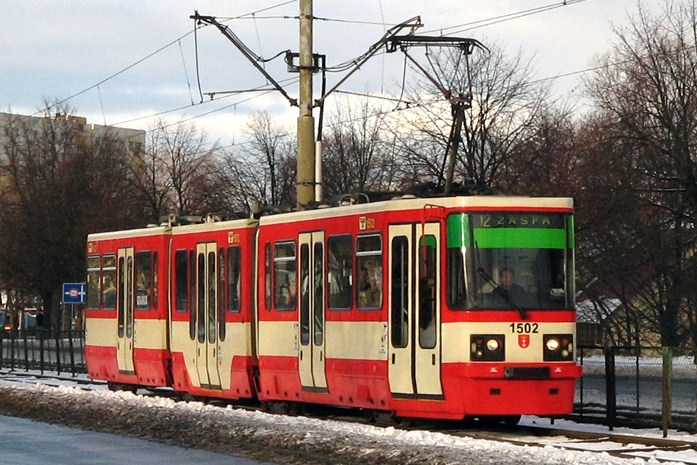
114Na
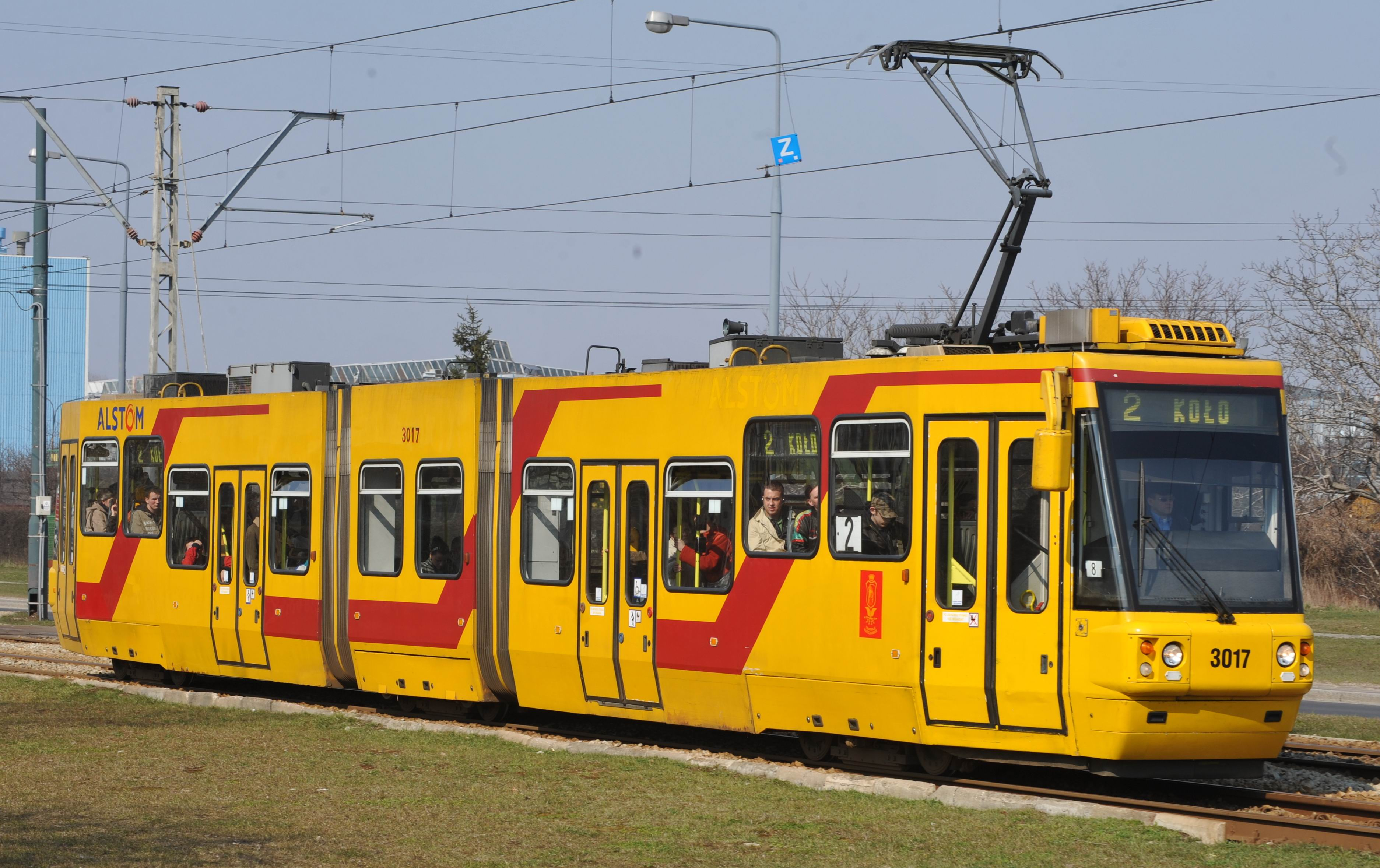
116N
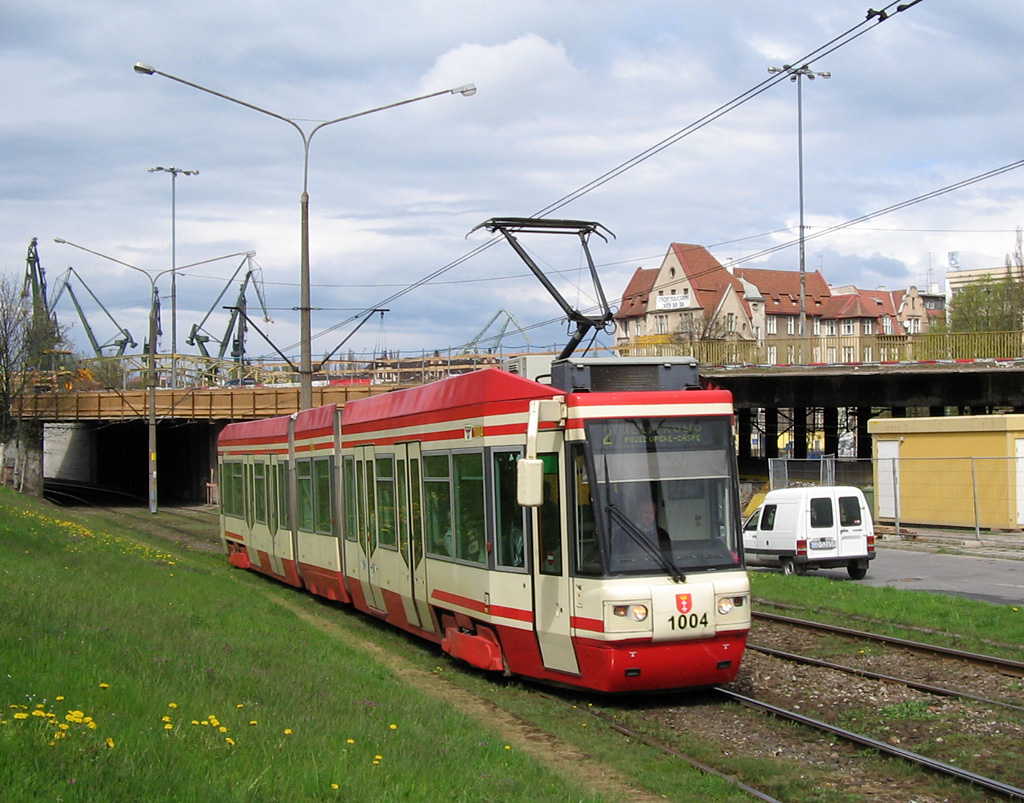
シタディス100（NGd-99）
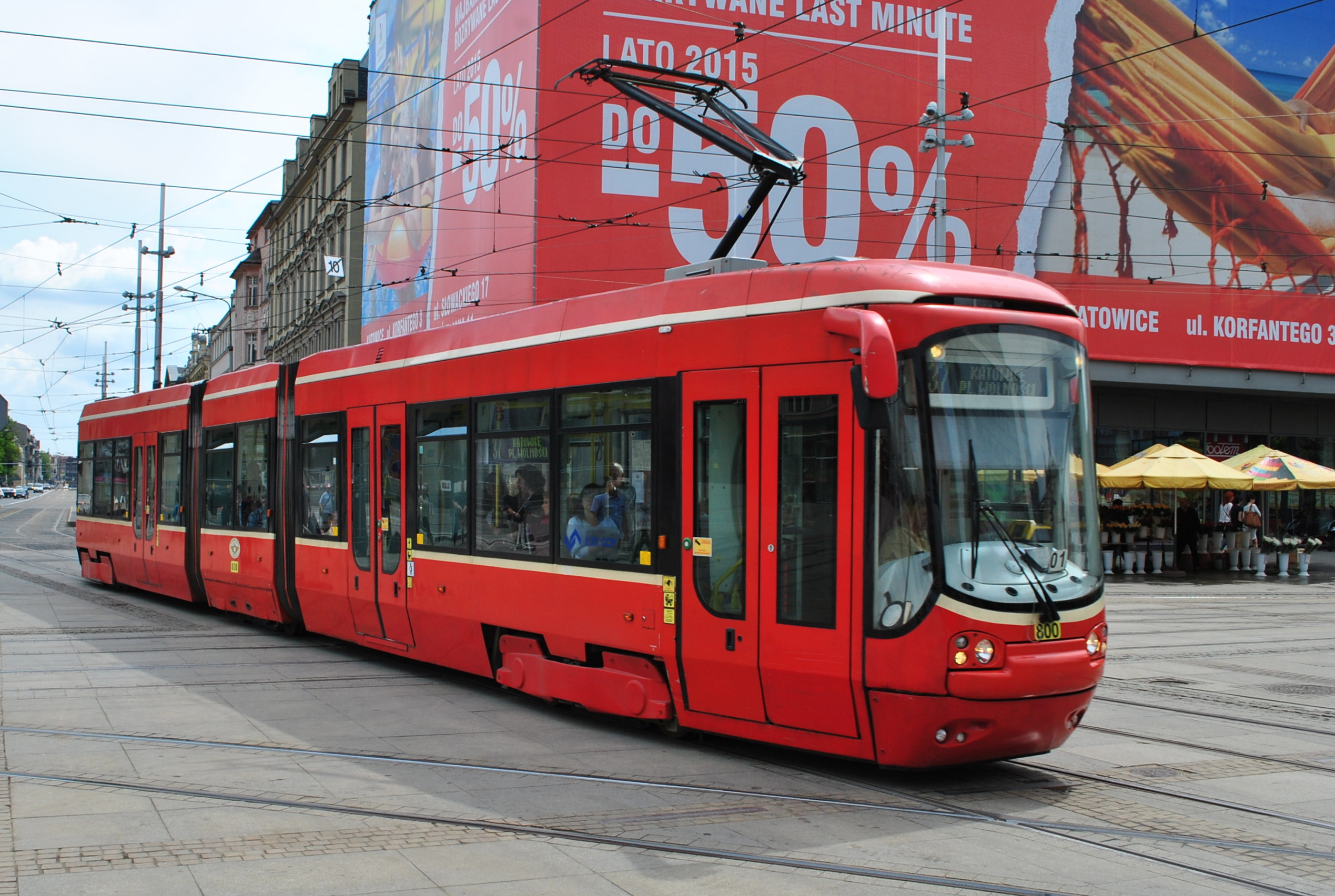
シタディス100（116Nd）

## 参考資料
- Zbigniew Rusak (2000-3). “Tramwaje niskopodłogowe w Polsce” (PDF). TTS Technika Transportu Szynowego (Instytut Naukowo-Wydawniczy "TTS" Sp. z o.o):  23-33 2020年6月16日閲覧。.